# Händel-Haus

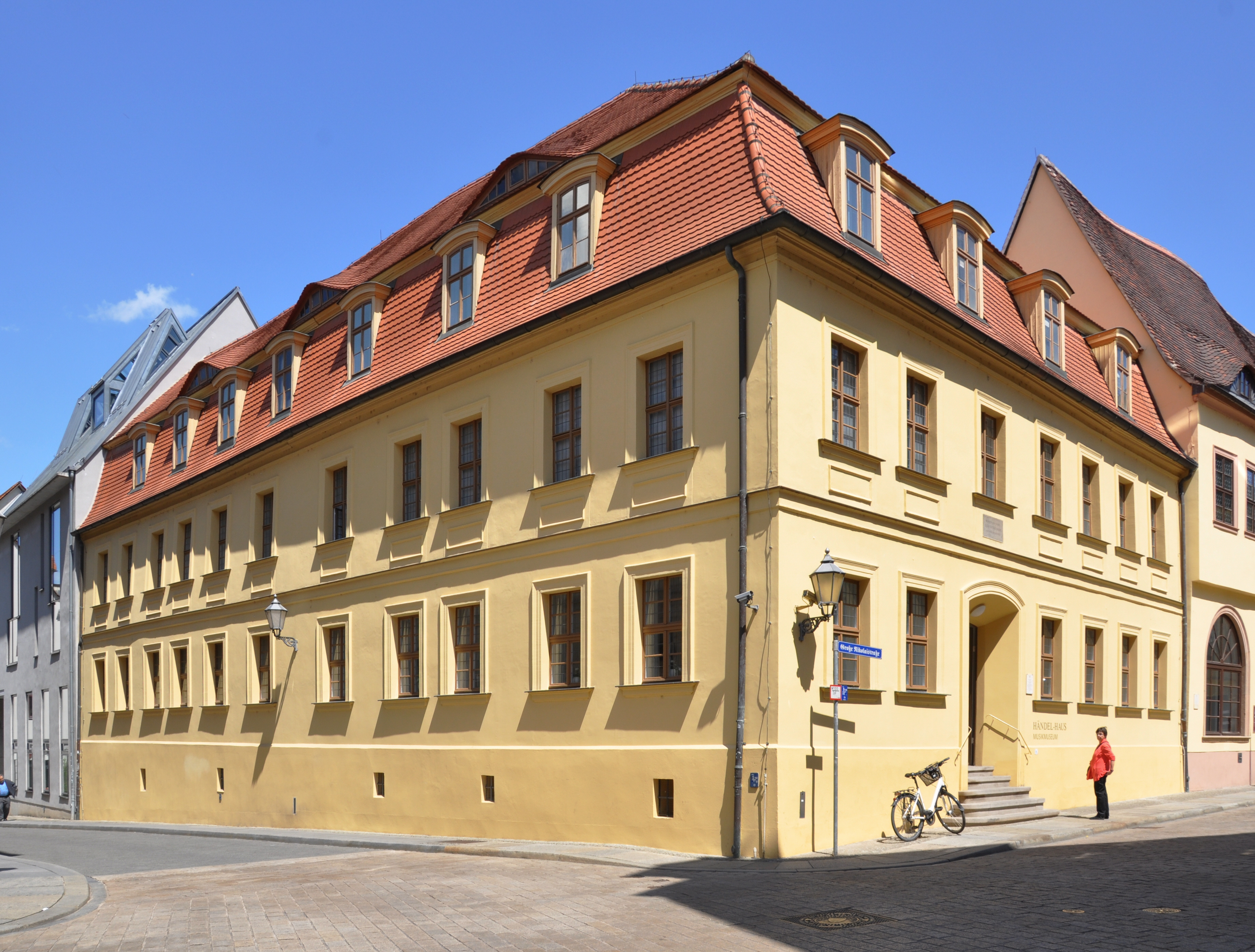
Händel-Haus i Halle an der Saale.

Händel-Haus är ett museum i Halle an der Saale i Tyskland, beläget i det hus där barockkompositören Georg Friedrich Händel föddes 1685 och tillbringade sin barndom.
Museet är staden Halles musikmuseum, med utställningar om kompositörens liv och verk men också ett museum för musikinstrument med olika tillfälliga utställningar och konsertarrangemang.